# Radio In
Radio In era uno dei primi circuiti radiofonici italiani, operativo tra il 1979 e il 1980.

## Storia
Radio In fu una delle prime syndication radiofoniche italiane, nata a Roma poco dopo Radio Luna; rimase in attività per circa un anno, dal 26 febbraio 1979 al 9 marzo 1980. 
Il consorzio, capeggiato dalla società Publielle srl, raggruppava circa 100 emittenti radiofoniche locali italiane, una per ogni provincia. Le radio mantenevano il loro nome originale, aggiungendo il suffisso "IN" al marchio.
La sede centrale di Roma produceva, negli studi di viale Esperanto (zona EUR), 8 ore di programmazione giornaliera, che venivano duplicate su nastro a bobina e spedite settimanalmente alle radio consociate. Le bobine venivano poi programmate dalle emittenti locali simultaneamente, negli stessi orari, dando così l'illusione di una diretta nazionale unificata (che a quei tempi era ancora vietata dalla legge italiana).
Gli orari di trasmissione in circuito nazionale erano:
7.30-8.30, 10.30-12.30, 14.30-15.30, 17.00-19.00, 20.00-21.00, 23.00-24.00
Le restanti ore venivano coperte dalle trasmissioni locali delle singole radio.
La direzione artistica delle otto ore di programmazione nazionale di Radio In venne inizialmente affidata al regista Riccardo Mantoni, fratello del presentatore Corrado, lo stesso nome "Radio In" era apertamente ispirato alla neonata trasmissione di Rai Uno "Domenica In", ideata e condotta proprio da Corrado. In realtà "IN" era anche l'acronimo di "Italia Nuova", nome legato probabilmente a un progetto politico più ampio.
Il palinsesto del circuito nazionale vide la collaborazione di nomi illustri dello spettacolo italiano, ricordiamo i principali:
i conduttori Milly Carlucci, Claudio Lippi, Tiberio Timperi, Silvio Noto e Dina Luce,
i musicisti Max Catalano, Augusto Martelli, Gepy & Gepy e Nada,
gli attori Enzo Garinei, Gigi Reder, Carlo Dapporto, Orazio Orlando, Emy Eco, Ubaldo Lay, Gioietta Gentile, Riccardo Cucciolla, Gianni Bonagura, Gianfranco Bellini, Franco Latini, Armando Bandini, Ivano Staccioli, Alina Moradei, Angiolina Quinterno, Giovanna Avena e Antonella Steni,
i disc-jockey e animatori radiofonici Anna Pettinelli, Teo Bellia, Pier Maria Bologna, Emilio Levi, Antonella Giampaoli, Daniela Debolini, Maurizio Catalani, Maria Cristina Crisci, Mario Pezzolla, Giampiero Turchetti, Tony J.J. e Irene Gattinara

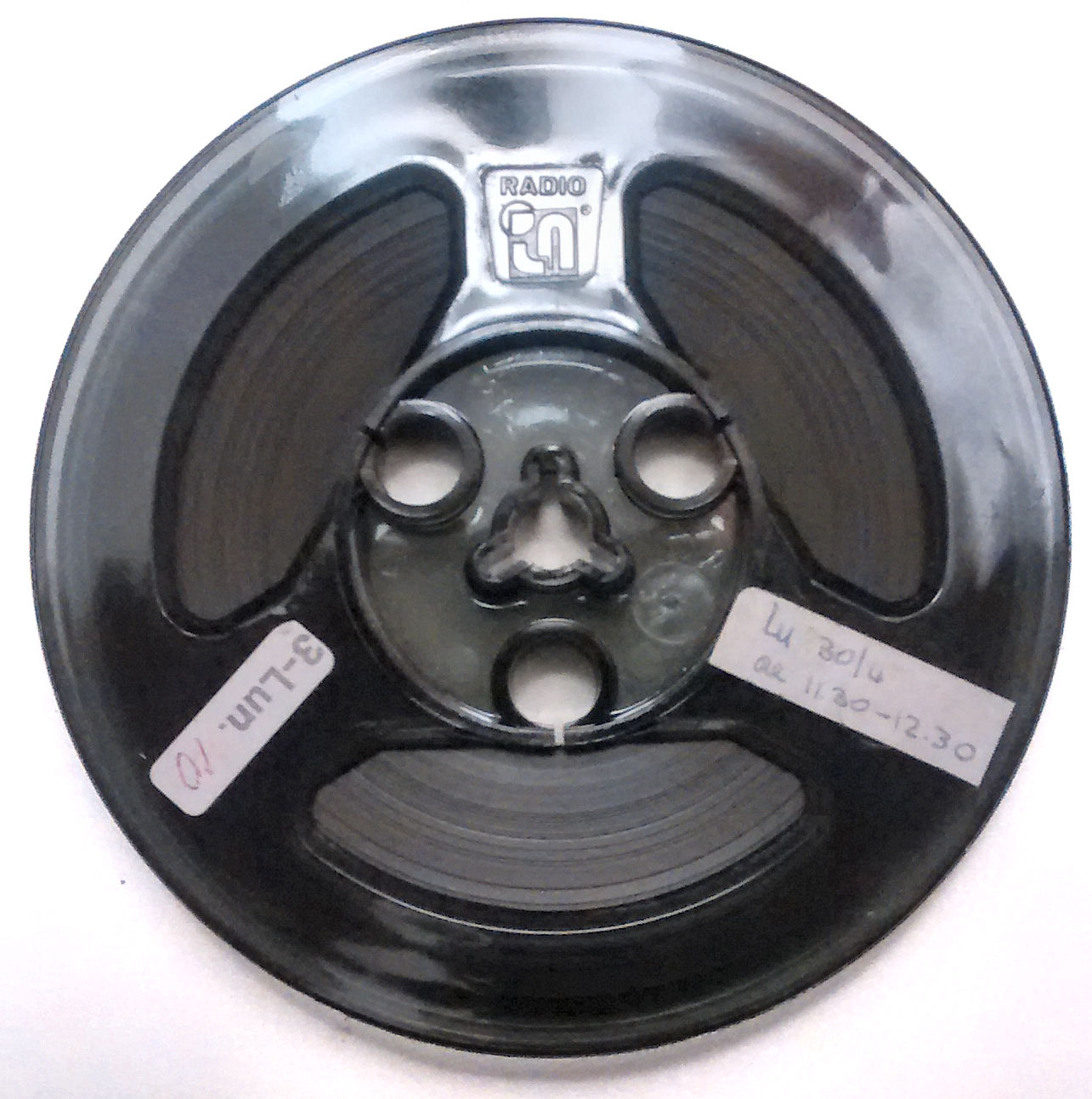
Una delle classiche bobine marchiate Radio In, con cui la Publielle diffondeva alle emittenti consorziate le trasmissioni registrate del circuito

Dopo un primo semestre affidato alla direzione di Riccardo Mantoni, che diede alle trasmissioni uno stile alquanto anacronistico, più in linea con la Rai degli anni '60 che non con le neonate radio libere, la gestione artistica passò agli animatori di nuova generazione che resero la radio più moderna e per certi aspetti ancora attuale.
L'esperimento si chiuse dopo un anno, sostanzialmente per mancanza di sponsor pubblicitari.